# Hepatotoxine
Een hepatotoxine (gr:, hepato = lever) is een giftige stof (toxine), die de lever aantast. Het zijn mogelijk negatieve bij-effecten van een medicatie maar het kunnen ook natuurlijke chemicaliën zijn of chemicaliën die gebruikt worden in laboratoria of de industrie zoals microcystinen.
De werking van een hepatotoxine is sterk afhankelijk van de dosis, plaats van toediening, verspreidingssnelheid en gezondheid van de persoon.

## Hepatotoxische stoffen
- Pyrrolizidines zijn van nature voorkomende alkaloïden, die gevonden worden in een groot aantal leden van de planten in de Boraginaceae, Compositae, and Leguminosae families.
- Luteoskyrine
- Aflatoxine